# Candyman: Farewell to the Flesh
Candyman: Farewell to the Flesh é um filme americano de terror lançado em 1995, sequência de Candyman de 1992, uma adaptação da história The Forbidden de Clive Barker. É estrelado por Tony Todd, Kelly Rowan, Bill Nunn e Veronica Cartwright. 

## Sinopse
Candyman ressurge na cidade de Nova Orleans quando seu nome é invocado por estudante e começa uma nova série de assassinatos sangrentos, mais uma vez. Desta vez, a vítima pretendida é um professor de uma escola. Seu pai foi morto por Candyman, e seu irmão acusado injustamente de assassinato.  A origem do fantasma vingativo é explicada.

## Elenco
| Ator / Atriz             | Personagem                     |
| ------------------------ | ------------------------------ |
| Tony Todd                | The Candyman/Daniel Robitaille |
| Kelly Rowan              | Annie Tarrant                  |
| Bill Nunn                | Reverendo Ellis                |
| William O'Leary          | Ethan Tarrant                  |
| Veronica Cartwright      | Octavia Tarrant                |
| Matt Clark               | Honore Thibideaux              |
| Randy Oglesby            | Heyward Sullivan               |
| Joshua Gibran Mayweather | Matthew Ellis                  |
| David Gianopoulos        | Detetive Ray Levesque          |
| Timothy Carhart          | Paul McKeever                  |
| Michael Bergeron         | Coleman Tarrant                |
| Fay Hauser               | Pam Carver                     |
| Caroline Barclay         | Caroline Sullivan              |
| Clotiel Bordeltier       | Liz                            |
| Michael Culkin           | Phillip Purcell                |
| George Lemore            | Drew                           |
| Ralph Joseph             | Sr. Jeffries                   |
| Margaret Howell          | Clara                          |